# Sara Cherry
Sara R. Cherry es una microbióloga estadounidense que es profesora de microbiología en la Escuela de Medicina Perelman de la Universidad de Pensilvania . Su investigación incluye estudios genéticos y mecanicistas de las interacciones virus-hospedador. Durante la pandemia de COVID-19, Cherry buscó identificar nuevas estrategias terapéuticas.

## Primeros años y educación
Cherry creció en Brooklyn. Su madre nació en Alemania en un campo de desplazados y emigró a Estados Unidos. Su padre era de Polonia y pasó por la isla de Ellis. Sus padres fueron los primeros en sus familias en asistir a la universidad y finalmente se convirtieron en académicos en Brooklyn College. Su madre finalmente fue nombrada directora de audiología en Brooklyn College. Durante su tiempo en la escuela secundaria, Cherry completó su experiencia laboral en laboratorios en la ciudad de Nueva York. Aquí estudió los hábitos alimenticios de las amebas y los proteoglicanos. Finalmente estudió química en la Universidad de California, Berkeley, y se graduó en 1994. Durante su investigación de pregrado, examinó nuevas vías de síntesis para los andamios de fármacos con Peter G. Schultz. Se trasladó al Instituto de Tecnología de Massachusetts para su investigación doctoral, donde trabajó en la recombinación V(D)J con David Baltimore. Durante su investigación reconoció que, contrariamente a lo que se pensaba anteriormente, la desmetilación no era responsable de la activación de la recombinación V(D)J. Fue bajo la dirección de Baltimore que Cherry se sintió fascinado por la virología. Al considerar más puestos de investigación, Cherry sabía que quería aprender más sobre los virus y desarrollar un protocolo de detección genética sistemático e imparcial. Fue becaria postdoctoral en la Escuela de Medicina de Harvard, donde trabajó con Norbert Perrimon en el desarrollo de pruebas de detección de alto rendimiento para controlar las interacciones entre el virus y la célula huésped.

## Investigación y carrera
En el 2006, Cherry se unió a la Escuela de Medicina Perelman de la Universidad de Pensilvania. Allí combinó su experiencia con la detección de interferencia de ARN de alto rendimiento (ARNi) con otras técnicas de detección basadas en células. Cherry estudia la patogénesis viral, que incluye tanto las formas en que los virus se replican como los mecanismos antivirus dentro de las células huésped. Ella está interesada en cómo los virus secuestran la maquinaria dentro de una célula mientras evaden sus mecanismos de defensa. Ella principalmente estudia virus transmitidos por artrópodos que impactan el ARN, incluidos el virus del Nilo Occidental y el virus del Zika, así como los alfavirus y bunyavirales. Los virus transmitidos por artrópodos contienen muy poca información genética (alrededor de 11 kilobytes), pero pueden infectar y replicarse en una variedad de huéspedes. Su investigación hace uso del organismo modelo drosophila, cribado de alto rendimiento, genómica funcional y genética avanzada para identificar mejor los genes que afectan el ciclo de vida de un virus. En 2017, demostró un inhibidor del virus Zika, un virus transmitido por mosquitos que anteriormente había evadido el tratamiento. El virus del Zika ingresa a las células humanas a través de la endocitosis y se une a la membrana externa de la célula a través de la clatrina. Cherry demostró que el antiviral Nanchangmicina restringe este modo de entrada. Paralelamente a su trabajo en virología, Cherry ha comenzado a evaluar pacientes con leucemia aguda para comprender mejor cómo responden a terapias avanzadas.
Durante la pandemia de COVID-19, Cherry buscó identificar nuevas estrategias terapéuticas, haciendo uso de su extensa biblioteca de moléculas pequeñas para identificar compuestos químicos que son activos contra el SARS-CoV-2. Ha investigado el remdesivir, un antiviral desarrollado para la enfermedad por el virus del Ébola, y la cloroquina, un medicamento antipalúdico. Usó la instalación de detección de alto rendimiento en el laboratorio de nivel 3 de bioseguridad de la Universidad de Pensilvania para analizar miles de medicamentos a la vez. Remdesivir es un análogo de nucleósido que intenta detener la propagación del virus obligándolo a cometer errores al replicar su ARN, lo que hace que las hebras se rompan. También ha considerado terapias que evitan que el virus entre en las células, ya sea mediante la modificación del virus o del propio huésped. El tratamiento también puede presentarse en forma de interferón. Para determinar qué tratamientos serán los más apropiados, Cherry busca identificar qué proteínas utiliza el SARS-CoV-2 para la infección. A medida que disminuía la disponibilidad de las máscaras N95, Cherry compró varios respiradores purificadores de aire motorizados (PAPR) con pilas que hacen circular aire filtrado para los miembros de su equipo de investigación.

## Premios y honores
- 2011 Premio Burroughs Wellcome Investigators in the Pathogenesis of Infectious Disease[13][14]
- 2019 Premio Perelman School of Medicine Awards of Excellence Stanley N. Cohen Biomedical Research[15][16]

## Publicaciones seleccionadas
- Lee, Peggy P.; Fitzpatrick, David R.; Beard, Caroline; Jessup, Heidi K.; Lehar, Sophie; Makar, Karen W.; Pérez-Melgosa, Mercedes; Sweetser, Marianne T. et al. (1 de noviembre de 2001). «A Critical Role for Dnmt1 and DNA Methylation in T Cell Development, Function, and Survival». Immunity (en inglés) 15 (5): 763-774. ISSN 1074-7613. PMID 11728338. doi:10.1016/S1074-7613(01)00227-8.
- Buchon, Nicolas; Silverman, Neal; Cherry, Sara (December 2014). «Immunity in Drosophila melanogaster — from microbial recognition to whole-organism physiology». Nature Reviews Immunology (en inglés) 14 (12): 796-810. ISSN 1474-1741. PMC 6190593. PMID 25421701. doi:10.1038/nri3763.
- Shelly, Spencer; Lukinova, Nina; Bambina, Shelly; Berman, Allison; Cherry, Sara (17 de abril de 2009). «Autophagy Is an Essential Component of Drosophila Immunity against Vesicular Stomatitis Virus». Immunity (en inglés) 30 (4): 588-598. ISSN 1074-7613. PMC 2754303. PMID 19362021. doi:10.1016/j.immuni.2009.02.009.

Cherry es miembro del consejo editorial del Journal of Experimental Medicine. Ella es miembro de la Junta de la Sociedad de Medicina de Precisión Funcional.